# Valérie Kaprisky
Valérie Kaprisky (* 19. srpna 1962 Neuilly-sur-Seine, Paříž, Francie) je francouzská filmová herečka, modelka a manekýnka.
Po matce je polské národnosti. U filmu začínala jakožto herečka v erotických filmech. Jedná se o jeden z francouzských sex-symbolů 80. let 20. století.